# Gakulnagar
Gakulnagar is een census town in het district West-Tripura van de Indiase staat Tripura. 

## Demografie
Volgens de Indiase volkstelling van 2001 wonen er 9037 mensen in Gakulnagar, waarvan 54% mannelijk en 46% vrouwelijk is. De plaats heeft een alfabetiseringsgraad van 66%. 